# Ketuvim
Ketuvim este a treia și ultima secțiune a Tanakh (Bibliei ebraice), după Tora („învățătură”) și Nevi’im („profeți”). În anumite traduceri în engleză ale Bibliei ebraice, această secțiune este de obicei intitulată „Scrieri” sau „Hagiographa”.
În Ketuvim, Cronicile I și II formează o singură carte, împreună cu Ezra și Neemia, care formează o singură unitate intitulată „ Ezra-Neemia”. (În citările după numere de capitole și de versete, totuși, sunt folosite echivalentele ebraice ale lui „Neemia”, „I Cronici” și „II Cronici”, deoarece sistemul de împărțire a capitolelor a fost importat din uzul creștin.) În total, unsprezece cărți sunt incluse în Ketuvim.
Această parte a Tanakh-ului (Vechiului Testament) include scrierile poetice și cele de înțelepciune: Psalmii, Proverbe, Eclesiastul, Cântarea lui Solomon.

## Grupuri de cărți

### Sifrei Emet
În manuscrisele masoretice (și în unele ediții tipărite), Psalmii, Proverbele și Iov sunt prezentate într-o formă specială pe două coloane, subliniind legăturile paralele din versete, care sunt o funcție a poeziei biblice. În mod colectiv, aceste trei cărți sunt cunoscute sub numele de Sifrei Emet ( sip̄rēi ʾemeṯ „documente ale adevărului” – un acronim al titlurilor celor trei cărți în ebraică, איוב, משלי, תהלים produce אמ״ת Emet, care înseamnă, de asemenea, în ebraică „ adevăr“).
Aceste trei cărți sunt, de asemenea, singurele din Biblia ebraică cu un sistem special de notare (pentru a fi intonate ritualic) care sunt concepute pentru a sublinia legăturile paralele în versete. Totuși, începutul și sfârșitul cărții lui Iov sunt în sistemul de proză normal.

### Cinci Megillot
Cele cinci cărți relativ scurte ale Cântării Cântărilor, Cartea Rut, Cartea Plângerilor, Eclesiastul și Cartea Esterei sunt cunoscute în mod colectiv sub denumirea de Cinci Megillot ( Hamesh Megillot / Cele cinci suluri). Acestea sunt cele mai recente cărți adunate și desemnate de „autoritate” în canonul evreiesc. Aceste suluri sunt citite în mod tradițional pe parcursul anului în multe comunități evreiești. Lista de mai jos le prezintă în ordinea în care sunt citite în sinagogă de sărbători, începând cu Cântarea Cântărilor de Paște.

### Alte cărți
Celelalte cărți din Ketuvim sunt Cartea lui Daniel, Ezra-Neemia și Cărțile Cronicilor. Aceste cărți au o serie de caracteristici distinctive: 
- Tradiția talmudică le atribuie tuturor un autor târziu.
- Daniel și Ezra sunt singurele cărți din Biblia ebraică cu porțiuni semnificative în limba aramaică biblică.
- Acestea două descriu, de asemenea, evenimente relativ târzii (adică, captivitatea babiloniană și restaurarea ulterioară a Sionului).

## Ordinea cărților
Următoarea listă prezintă cărțile din Ketuvim în ordinea în care apar în majoritatea edițiilor tipărite. De asemenea, le împarte în trei subgrupe pe baza caracterului distinctiv al lui Sifrei Emet și Hamesh Megillot.
Sifrei Emet:
- Tehillim (Psalmi) תְהִלִּים
- Mishlei (Cartea Proverbelor) מִשְלֵי
- Iyyôbh (Cartea lui Iov) אִיּוֹב

Cei Cinci Megillot
- Shīr Hashīrīm (Cântarea Cântărilor) שִׁיר הַשִׁירִים (de Paște)
- Rūth (Cartea lui Ruth) רוּת (de Șavuot)
- Eikhah (Plângeri) איכה (a Noua din Av sau Ziua Ispășirii) [numită și Kinnot în ebraică]
- Qōheleth (Eclesiastul) קהלת (Sărbătoarea Cortului)
- Estēr (Cartea Esterei) אֶסְתֵר (Sărbătoarea Purim)

Alte cărți
- Dānî'ēl (Cartea lui Daniel) דָּנִיֵּאל
- 'Ezrā (Cartea lui Ezra – Cartea lui Neemia) עזרא
- Divrei ha-Yamim (Cronici) דברי הימים

Tradiția textuală evreiască nu a finalizat niciodată ordinea cărților din Ketuvim. Talmudul babilonian (Bava Batra 14b–15a) le dă ordinea următoare: Rut, Psalmi, Iov, Proverbe, Eclesiastul, Cântarea Cântărilor, Plângeri, Daniel, Estera, Ezra și Cronici.
În codurile masoretice în ebraica tiberiană, inclusiv Codexul Aleppo și Codexul Leningrad, și adesea și în manuscrisele vechi spaniole, ordinea este Cronici, Psalmi, Iov, Proverbe, Rut, Cântarea cântărilor, Eclesiastul, Plângeri, Estera, Daniel și Ezra.

## Stabilirea canonului
Ketuvim este ultima dintre cele trei secțiuni din Tanakh care a fost acceptată ca parte din canonul biblic. Nu există un consens academic cu privire la momentul în care a fost stabilit canonul biblic ebraic: unii savanți susțin că acesta a fost stabilit de dinastia Hasmoneilor,  în timp ce alții susțin că nu a fost decis până în secolul al II-lea d.Hr. sau chiar mai târziu.
În timp ce Tora a fost considerată canonul de Israel încă din secolul al V-lea î.Hr., iar profeții anteriori și ulteriori au fost canonizați în secolul al II-lea î.Hr., Michael Coogan spune că Ketuvim nu a fost parte din canonul stabilit până în secolul al II-lea d.Hr. Potrivit lui T. Henshaw, încă din 132 î.Hr. unele referințe sugerau că Ketuvim începea să prindă contur, deși îi lipsea un titlu oficial. Jacob Neusner susține că noțiunea de canon biblic nu era predominantă în iudaismul rabinic din secolul al II-lea sau chiar de mai târziu.
Contra Apionem, scrierea lui Iosephus din 95 d.Hr., a tratat textul Bibliei ebraice ca pe un canon închis la care „nimeni nu a îndrăznit nici să adauge, nici să înlăture sau să modifice vreo silabă”; Michael Barber, totuși, afirmă că canonul lui Josephus „nu este identic cu cel al Bibliei ebraice moderne”. Multă vreme, după această dată, inspirația divină a Esterei, Cântarea Cântărilor și Kohelet (Eclesiastul) a fost deseori contestată.
În secolul al XX-lea, mulți savanți păreau să creadă că autoritatea Ketuvim ca scripturi canonizate a fost determinată de Sinodul din Jamnia ( c. 90 CE). Dar teoria Consiliului din Jamnia este în mare măsură discreditată astăzi.   

## Utilizare liturgică
Nu există un sistem formal de lectură în sinagogă a Ketuvimului echivalent cu partea săptămânală din Tora și haftarah. Se crede că a existat odată un ciclu de citire a Psalmilor, paralel cu ciclul trienal pentru citirea Torei, deoarece numărul psalmilor (150) este similar cu numărul porțiunilor Torei din acel ciclu, iar rămășițe ale acestei tradiții există la evreii din Italia. Toate liturghiile evreiești conțin extrase abundente din Psalmi, dar acestea sunt în mod normal cântate într-un stil recitativ obișnuit sau pe o melodie ritmică, mai degrabă decât să fie citite sau scandate. Unele comunități au, de asemenea, obiceiul de a citi Proverbe în săptămânile care urmează Pesah și Iov în ziua a noua a lui Ab.
Cei cinci megillot se citesc la festivaluri, așa cum s-a menționat mai sus, deși sefarzii nu au obiceiul de a citi în public Cântarea Cântărilor de Paște sau Eclesiastul de Sucot. Există urme ale unui obicei timpuriu de a citi o haftarah din Ketuvim în după-amiezile de Șabat, dar aceasta nu mai supraviețuiește în nicio comunitate. Unele comunități reformiste care operează un ciclu trienal aleg haftarot în dimineața de Șabat din Ketuvim, precum și din Neviim.

### Lectură publică extraliturgică
În unele tradiții evreiești din Orientul Apropiat și Mijlociu, întregul Ketuvim (precum și restul Tanakh și Mișna) este citit în fiecare an într-o rotație săptămânală, de obicei în după-amiezile de Șabat. Aceste sesiuni de lectură nu sunt considerate a fi slujbe de sinagogă și aveau loc adesea în curtea sinagogii.

### Cantilația
Sursele medievale vorbesc despre trei melodii de cantilație, pentru Tora, Nevi'im și respectiv Ketuvim. Astăzi starea este mai complicată. Comunitățile sefarde orientale păstrează sisteme de cantilație pentru cele trei cărți poetice, și anume Psalmi, Proverbe și partea principală a lui Iov (de obicei, o melodie diferită pentru fiecare dintre cele trei cărți). Nu există astfel de sisteme în tradițiile așkenazilor sau cele spaniole și portugheze. Cu toate acestea, ieșiva așkenazică cunoscută sub numele de Aderet Eliyahu, din orașul vechi al Ierusalimului, folosește o adaptare a melodiei siriene de cantilație pentru aceste cărți, iar aceasta devine din ce în ce mai populară și printre ceilalți așkenazi.
În toate comunitățile există melodii de cantilație speciale pentru Plângeri și Estera, iar în unele comunități - pentru Cântarea Cântărilor. În caz contrar, melodia pentru cartea lui Ruth este considerată melodia „implicit” pentru cărțile Ketuvim care nu sunt prevăzute cu alte indicații. Pasajele în „proză” de la începutul și sfârșitul cărții lui Iov, așa cum se citesc de Tisha B'Av, pot fi citite fie în tonul din Rut, fie pe unul care seamănă cu cel pentru Cântarea Cântărilor.

## Targum la Ketuvim
Targum occidental (traducerea verbală a Bibliei ebraice) există pe Sifrei Emet, pe cei Cinci Megillot și pe Cronici, adică pe toate cărțile lui Ketuvim în afară de Daniel și Ezra (care conțin oricum porțiuni mari în aramaică). Există mai multe targum complementare pentru Esther.
Cu toate acestea, nu există un targum „oficial” estic (babilonian) pentru Ketuvim, echivalent cu Targum Onkelos pe Tora și cu Targum Jonathan pe Nevi'im. De fapt, Talmudul babilonian notează în mod explicit lipsa unui Targum pentru Ketuvim, explicând că Jonathan ben Uzziel a fost împiedicat divin să-și finalizeze traducerea Bibliei. O explicație mai prozaică poate consta în lipsa lecturilor formale în mod regulat ale Ketuvim în sinagogă (cu excepția celor cinci Megillot), făcând inutilă existența unui sistem oficial de traducere rând cu rând.